# Cap de la Boixassa
El Cap de la Boixassa és una muntanya de 1.820 metres que es troba entre els municipis de Bagà i de Gisclareny, a la comarca catalana del Berguedà.
Aquest cim està inclòs al llistat dels 100 cims de la FEEC